# Cratere Sander
Sander  è un cratere sulla superficie di Mercurio.